# Persone di nome Vincenzo
| Questa pagina contiene informazioni ricavate automaticamente dalle voci biografiche con l'ausilio del template Bio e di un bot. L'aggiornamento è periodico e automatico e ricostruisce completamente la pagina. Se manca una persona in questa lista, sei pregato di non aggiungerla, ma accertati piuttosto che la sua voce biografica contenga il template Bio e che i dati anagrafici siano correttamente compilati. Se il template Bio manca, inseriscilo tu stesso o, in alternativa, metti l'avviso {{tmp\|Bio}} che ne segnala la mancanza. Se i dati riportati sono sbagliati, correggi direttamente la voce biografica; le modifiche saranno visibili in questa lista entro pochi giorni. Per chiarimenti vedi il progetto antroponimi. La lista contiene solo le 1.174 persone che sono citate nell'enciclopedia e per le quali è stato implementato correttamente il template Bio. Pagina aggiornata al 6 ago 2025. |

Questa è una lista di persone presenti nell'enciclopedia che hanno il nome Vincenzo, suddivise per attività principale.

## Abati(1)
- Vincenzo di Lerino, abate e santo francese (Francia - Isole di Lerino)

## Agronomi(2)
- Vincenzo Ricchioni, agronomo e politico italiano (Firenze, n. 1891 - Bari, † 1960)
- Vincenzo Tanara, agronomo italiano (Bologna - Bologna)

## Allenatori di calcio(26)
- Vincenzo Alberto Annese, allenatore di calcio e ex calciatore italiano (Molfetta, n. 1984)
- Vincenzo Cosco, allenatore di calcio e calciatore italiano (Santa Croce di Magliano, n. 1964 - Larino, † 2015)
- Vincenzo Esposito, allenatore di calcio e ex calciatore italiano (Torino, n. 1963)
- Vincenzo Fresia, allenatore di calcio e calciatore italiano (Vercelli, n. 1888 - Vercelli, † 1946)
- Vincenzo Fusco, allenatore di calcio e ex calciatore italiano (Salerno, n. 1980)
- Vincenzo Italiano, allenatore di calcio e ex calciatore italiano (Karlsruhe, n. 1977)
- Vincenzo Lambertini, allenatore di calcio e ex calciatore italiano (Molfetta, n. 1970)
- Vincenzo Marino, allenatore di calcio e ex calciatore italiano (Capaccio, n. 1960)
- Vincenzo Marruocco, allenatore di calcio e ex calciatore italiano (Napoli, n. 1979)
- Vincenzo Marsico, allenatore di calcio e calciatore italiano (Foggia, n. 1912 - Foggia, † 2003)
- Vincenzo Mazzeo, allenatore di calcio e ex calciatore italiano (Ründeroth, n. 1968)
- Vincenzo Montalbano, allenatore di calcio e ex calciatore italiano (Ribera, n. 1969)
- Vincenzo Montefusco, allenatore di calcio e ex calciatore italiano (Napoli, n. 1945)
- Vincenzo Montella, allenatore di calcio e ex calciatore italiano (Pomigliano d'Arco, n. 1974)
- Vincenzo Patania, allenatore di calcio italiano (Siracusa, n. 1955)
- Vincenzo Provera, allenatore di calcio e calciatore italiano (Casale Monferrato, n. 1912 - Casale Monferrato, † 1988)
- Vincenzo Riccio, allenatore di calcio e ex calciatore italiano (Brusciano, n. 1974)
- Vincenzo Rigamonti, allenatore di calcio e calciatore italiano (Dolzago, n. 1930 - Lecco, † 2013)
- Vincenzo Rodia, allenatore di calcio e ex calciatore italiano (Latiano, n. 1966)
- Vincenzo Santoruvo, allenatore di calcio e ex calciatore italiano (Bitonto, n. 1978)
- Vincenzo Sicignano, allenatore di calcio e ex calciatore italiano (Pompei, n. 1974)
- Vincenzo Tavarilli, allenatore di calcio e ex calciatore italiano (Bari, n. 1959)
- Vincenzo Torrente, allenatore di calcio e ex calciatore italiano (Cetara, n. 1966)
- Vincenzo Urbani, allenatore di calcio e ex calciatore italiano (Porto San Giorgio, n. 1947)
- Vincenzo Vivarini, allenatore di calcio e ex calciatore italiano (Ari, n. 1966)
- Vincenzo Zucchini, allenatore di calcio, dirigente sportivo e calciatore italiano (Ferrara, n. 1947 - Pescara, † 2013)

## Allenatori di pallacanestro(2)
- Vincenzo Cavazzana, allenatore di pallacanestro e ex cestista italiano (Borgosatollo, n. 1967)
- Vincenzo Esposito, allenatore di pallacanestro e ex cestista italiano (Caserta, n. 1969)

## Allenatori di pallavolo(3)
- Vincenzo Devany, allenatore di pallavolo e ex pallavolista statunitense (San Luis Obispo, n. 1988)
- Vincenzo Di Pinto, allenatore di pallavolo italiano (Turi, n. 1958)
- Vincenzo Nacci, allenatore di pallavolo e pallavolista italiano (Ostuni, n. 1965 - Modena, † 2024)

## Allenatori di tennis(1)
- Vincenzo Santopadre, allenatore di tennis e ex tennista italiano (Roma, n. 1971)

## Ammiragli(3)
- Vincenzo Melone, ammiraglio italiano (Roma, n. 1953)
- Vincenzo Rospigliosi, ammiraglio e nobile italiano (Pistoia, n. 1635 - Lamporecchio, † 1673)
- Vincenzo de Feo, ammiraglio e politico italiano (Mirabello Sannitico, n. 1876 - Roma, † 1955)

## Anatomisti(1)
- Vincenzo Diamare, anatomista e patologo italiano (Napoli, n. 1871 - Napoli, † 1966)

## Antifascisti(4)
- Vincenzo Baccalà, antifascista italiano (Lanciano, n. 1893 - Odessa, † 1937)
- Vincenzo Baldazzi, antifascista e politico italiano (Genzano di Roma, n. 1898 - Roma, † 1982)
- Vincenzo Ciaffi, antifascista, regista teatrale e latinista italiano (Reggio Emilia, n. 1915 - Torino, † 1973)
- Vincenzo Gigante, antifascista e partigiano italiano (Brindisi, n. 1901 - Risiera di San Sabba, † 1944)

## Apneisti(1)
- Vincenzo Ferri, apneista italiano (Napoli, n. 1984)

## Arbitri di calcio(3)
- Vincenzo Fucci, ex arbitro di calcio italiano (Salerno, n. 1954)
- Vincenzo Orlandini, arbitro di calcio italiano (Roma, n. 1910 - Roma, † 1961)
- Vincenzo Ripa, ex arbitro di calcio italiano (San Valentino Torio, n. 1982)

## Arbitri di pallacanestro(1)
- Vincenzo Casamassima, ex arbitro di pallacanestro italiano (Castellaneta, n. 1946)

## Archeologi(2)
- Vincenzo Campanari, archeologo e poeta italiano (Tuscania, n. 1772 - Tuscania, † 1840)
- Vincenzo Tusa, archeologo italiano (Mistretta, n. 1920 - Palermo, † 2009)

## Architetti(18)
- Vincenzo Baldoni, architetto italiano (Sicignano degli Alburni, n. 1924 - Matera, † 2003)
- Vincenzo Brenna, architetto e pittore svizzero (Roma, n. 1741 - Dresda, † 1820)
- Vincenzo Fasolo, architetto, ingegnere e storico dell'architettura italiano (Spalato, n. 1885 - Roma, † 1969)
- Vincenzo Fiorelli, architetto italiano (Palermo, n. 1752 - Palermo, † 1839)
- Vincenzo Fontana, architetto e storico dell'architettura italiano (Ravenna, n. 1946)
- Vincenzo della Greca, architetto italiano (Palermo, n. 1592 - Roma, † 1661)
- Vincenzo Miccolupi, architetto italiano (Napoli, n. 1894 - Benevento, † 1978)
- Vincenzo Micheli, architetto italiano (Modena, n. 1833 - Firenze, † 1905)
- Vincenzo Monaco, architetto italiano (Roma, n. 1911 - Roma, † 1969)
- Vincenzo Palazzotto, architetto italiano (Palermo, n. 1931 - Palermo, † 2005)
- Vincenzo Pilotti, architetto e ingegnere italiano (Ascoli Piceno, n. 1872 - Ascoli Piceno, † 1956)
- Vincenzo Pritelli, architetto e ingegnere italiano (Faenza, n. 1858 - † 1932)
- Vincenzo Rinaldo, architetto e designer italiano (Venezia, n. 1867 - Venezia, † 1927)
- Vincenzo Ruffo, architetto e teorico dell'architettura italiano (Cassano delle Murge, n. 1749 - Caserta, † 1794)
- Vincenzo Scamozzi, architetto e scenografo italiano (Vicenza, n. 1548 - Venezia, † 1616)
- Vincenzo Seregni, architetto e ingegnere italiano (Seregno - Milano, † 1594)
- Vincenzo Sinatra, architetto italiano (Noto, n. 1707 - Noto, † 1765)
- Vincenzo Vannini, architetto e ingegnere italiano (n. 1791 - † 1873)

## Arcivescovi cattolici(24)
- Vincenzo Antonio Alemanni Nasi, arcivescovo cattolico, letterato e diplomatico italiano (Firenze, n. 1679 - Madrid, † 1735)
- Vincenzo Bertolone, arcivescovo cattolico italiano (San Biagio Platani, n. 1946)
- Vincenzo Capece, arcivescovo cattolico italiano (Benevento - Chieti, † 1722)
- Vincenzo Cavalla, arcivescovo cattolico e biblista italiano (Villafranca d'Asti, n. 1902 - Matera, † 1954)
- Vincenzo D'Addario, arcivescovo cattolico italiano (Pianella, n. 1942 - Teramo, † 2005)
- Vincenzo Di Mauro, arcivescovo cattolico italiano (Monza, n. 1951)
- Vincenzo Maria Farano, arcivescovo cattolico italiano (Trani, n. 1921 - Formia, † 2008)
- Vincenzo Franco, arcivescovo cattolico italiano (Trani, n. 1917 - Trani, † 2016)
- Vincenzo Labini, arcivescovo cattolico italiano (Bitonto, n. 1735 - Mdina, † 1807)
- Vincenzo Lanfranchi, arcivescovo cattolico italiano (Napoli, n. 1609 - Matera, † 1676)
- Vincenzo Massi, arcivescovo cattolico italiano (Sant'Elpidio a Mare, n. 1781 - Torino, † 1841)
- Vincenzo Massoni, arcivescovo cattolico e diplomatico italiano (Roma, n. 1808 - Rio de Janeiro, † 1857)
- Vincenzo Maria Mazzoleni, arcivescovo cattolico italiano (Bergamo, n. 1667 - Parenzo, † 1741)
- Vincenzo Maria Morelli, arcivescovo cattolico italiano (Lecce, n. 1741 - Sternatia, † 1812)
- Vincenzo Maria Mossi, arcivescovo cattolico italiano (Casale Monferrato, n. 1742 - Torino, † 1829)
- Vincenzo Paglia, arcivescovo cattolico italiano (Boville Ernica, n. 1945)
- Vincenzo Pelvi, arcivescovo cattolico italiano (Napoli, n. 1948)
- Vincenzo Portico, arcivescovo cattolico e diplomatico italiano (Lucca, n. 1520 - Roma, † 1590)
- Vincenzo Rabatta, arcivescovo cattolico italiano (Pescia, n. 1589 - Chieti, † 1653)
- Vincenzo Sardi di Rivisondoli, arcivescovo cattolico italiano (Sulmona, n. 1855 - Istanbul, † 1920)
- Vincenzo Maria Sarnelli, arcivescovo cattolico italiano (Napoli, n. 1835 - Napoli, † 1898)
- Vincenzo Spaccapietra, arcivescovo cattolico e missionario italiano (Francavilla al Mare, n. 1801 - Smirne, † 1878)
- Vincenzo Turturro, arcivescovo cattolico italiano (Bisceglie, n. 1978)
- Vincenzo Leone Sallua, arcivescovo cattolico italiano (Garessio, n. 1815 - Roma, † 1896)

## Armatori(1)
- Vincenzo Onorato, armatore italiano (Napoli, n. 1957)

## Arpisti(1)
- Vincenzo Zitello, arpista, compositore e polistrumentista italiano (Modena, n. 1956)

## Artisti(6)
- Bobò, artista italiano (Villa di Briano, n. 1936 - Napoli, † 2019)
- Vincenzo Ferrari, artista italiano (Cremona, n. 1941 - Sondalo, † 2012)
- Vincenzo Mai, artista italiano (Modena, n. 1903 - Pescara, † 2001)
- Vincenzo Musardo, artista, pittore e scultore italiano (Galatone, n. 1943 - † 2021)
- Vincenzo Raffaelli, artista italiano (Roma, n. 1783 - Roma, † 1865)
- Vincenzo Valdrè, artista e architetto italiano (Faenza, n. 1742 - Dublino, † 1814)

## Assassini seriali(1)
- Vincenzo Verzeni, serial killer italiano (Bottanuco, n. 1849 - Bottanuco, † 1918)

## Astrofisici(1)
- Vincenzo Croce, astrofisico, scrittore e divulgatore scientifico italiano (Roma, n. 1932 - Rocca di Papa, † 2011)

## Astronomi(4)
- Vincenzo Silvano Casulli, astronomo italiano (Putignano, n. 1944 - Fonte Nuova, † 2018)
- Vincenzo Cerulli, astronomo e matematico italiano (Teramo, n. 1859 - Merate, † 1927)
- Vincenzo Chiminello, astronomo italiano (Marostica, n. 1741 - Padova, † 1815)
- Vincenzo Zappalà, astronomo italiano (Savona, n. 1945)

## Atleti paralimpici(1)
- Vincenzo Vallelonga, ex atleta paralimpico australiano

## Attori(28)
- Vincenzo Alfieri, attore, regista e sceneggiatore italiano (Salerno, n. 1986)
- Vincenzo Amato, attore italiano (Palermo, n. 1966)
- Enzo Avolio, attore, doppiatore e drammaturgo italiano (Napoli, n. 1961)
- Vincenzo Bocciarelli, attore, pittore e produttore cinematografico italiano (Bozzolo, n. 1972)
- Vincenzo Crea, attore italiano (Roma, n. 1999)
- Vincenzo Crivello, attore italiano (Palermo, n. 1969)
- Vincenzo Crocitti, attore italiano (Roma, n. 1949 - Roma, † 2010)
- Vincenzo De Toma, attore italiano (Lecco, n. 1930 - Segrate, † 2003)
- Eugene DeVerdi, attore e stuntman italiano (Rosciolo dei Marsi, n. 1893 - Roma, † 1978)
- Vincenzo Diglio, attore e regista teatrale italiano (Bari, n. 1968)
- Vincenzo Failla, attore, musicista e cantante italiano (Siracusa, n. 1958)
- Vincenzo Falanga, attore italiano (Napoli, n. 1927 - Napoli, † 1999)
- Vincenzo Ferrera, attore italiano (Palermo, n. 1973)
- Vincenzo Ferro, attore e doppiatore italiano (Caserta, n. 1925 - Roma, † 2024)
- Furlanetto, attore italiano (Milano, n. 1895 - Milano, † 1969)
- Enzo Garinei, attore e doppiatore italiano (Roma, n. 1926 - Roma, † 2022)
- Vincenzo Messina, attore italiano (Scafati, n. 1995)
- Enzo Monteduro, attore italiano (Scorrano, n. 1937 - Roma, † 2009)
- Vincenzo Musolino, attore e regista italiano (Reggio Calabria, n. 1930 - Roma, † 1969)
- Vincenzo Nemolato, attore italiano (Napoli, n. 1989)
- Vincenzo Pacilli, attore italiano (Napoli, n. 1986)
- Vincenzo Peluso, attore italiano (Napoli, n. 1968)
- Vincenzo Puzziferri, attore italiano (Firenze, n. 1961)
- Vincent Riotta, attore britannico (Londra, n. 1959)
- Vincenzo Salemme, attore, drammaturgo e comico italiano (Bacoli, n. 1957)
- Vincenzo Scarpetta, attore, regista e commediografo italiano (Napoli, n. 1877 - Napoli, † 1952)
- Vincenzo Tanassi, attore italiano (Roma, n. 1970)
- Vincenzo Zampa, attore italiano (Bari, n. 1984)

## Attori teatrali(1)
- Vincenzo Bellagambi, attore teatrale, commediografo e traduttore italiano (Firenze - Firenze)

## Avvocati(19)
- Vincenzo Auria, avvocato, storico e poeta italiano (Palermo, n. 1625 - Palermo, † 1710)
- Vincenzo Berni degli Antoni, avvocato e scrittore italiano (Bologna, n. 1747 - Bologna, † 1828)
- Vincenzo Camerini, avvocato e politico italiano (L'Aquila, n. 1856 - L'Aquila, † 1938)
- Vincenzo Cavallari, avvocato e politico italiano (Portomaggiore, n. 1919 - Ferrara, † 2000)
- Vincenzo Cosenza, avvocato, magistrato e politico italiano (Pozzuoli, n. 1844 - Pozzuoli, † 1924)
- Vincenzo D'Andrea, avvocato italiano (Napoli - Napoli, † 1648)
- Vincenzo De Monte, avvocato, magistrato e politico italiano (Napoli, n. 1796 - Napoli, † 1869)
- Vincenzo Janfolla, avvocato e politico italiano (Potenza, n. 1873 - Potenza, † 1943)
- Vincenzo La Russa, avvocato italiano (Paternò, n. 1938 - Milano, † 2021)
- Vincenzo Edoardo Lojodice, avvocato e politico italiano (Corato, n. 1847 - Roma, † 1922)
- Vincenzo Macaluso, avvocato, giornalista e politico italiano (Canicattì, n. 1824 - Roma, † 1892)
- Vincenzo Massabò, avvocato e politico italiano (Porto Maurizio, n. 1840 - Porto Maurizio, † 1915)
- Vincenzo Mungari, avvocato, politico e dirigente pubblico italiano (Crotone, n. 1934 - Roma, † 2015)
- Vincenzo Simonelli, avvocato e politico italiano (Teverola, n. 1929 - Teverola, † 2014)
- Vincenzo Siniscalchi, avvocato e politico italiano (Napoli, n. 1931 - Napoli, † 2024)
- Vincenzo Speranza, avvocato e politico italiano (L'Aquila, n. 1868 - L'Aquila, † 1951)
- Vincenzo Sprovieri, avvocato, militare e politico italiano (Acri, n. 1823 - Acri, † 1895)
- Vincenzo Tecchio, avvocato e politico italiano (Napoli, n. 1895 - Napoli, † 1953)
- Vincenzo d'Errico, avvocato e patriota italiano (Palazzo San Gervasio, n. 1798 - Torino, † 1855)

## Banchieri(3)
- Vincenzo Azzolini, banchiere italiano (Napoli, n. 1881 - Roma, † 1967)
- Vincenzo Giustiniani, banchiere e collezionista d'arte italiano (Chio, n. 1564 - Roma, † 1637)
- Vincenzo Maranghi, banchiere italiano (Firenze, n. 1937 - Milano, † 2007)

## Baritoni(1)
- Vincenzo Reschiglian, baritono italiano (Venezia, n. 1874 - Bergamo, † 1955)

## Bassi(1)
- Vincenzo Bettoni, basso italiano (Melegnano, n. 1881 - Melegnano, † 1954)

## Bassi-baritoni(1)
- Vincenzo Negrini, basso-baritono italiano (Cesena, n. 1804 - Milano, † 1840)

## Bassisti(1)
- Vincenzo Maurogiovanni, bassista italiano (Bari, n. 1976)

## Batteristi(1)
- Enzo Restuccia, batterista italiano (Napoli, n. 1941 - Roma, † 2021)

## Bibliotecari(2)
- Vincenzo Dattilo, bibliotecario, giornalista e politico italiano (Cirò Marina, n. 1887 - Napoli, † 1977)
- Vincenzo Forcella, bibliotecario e storico italiano (Corneto, n. 1837 - Milano, † 1906)

## Biologi(1)
- Vincenzo Venuto, biologo, divulgatore scientifico e autore televisivo italiano (Milano, n. 1965)

## Botanici(4)
- Vincenzo Cesati, botanico italiano (Milano, n. 1806 - Napoli, † 1883)
- Vincenzo Petagna, botanico, medico e entomologo italiano (Napoli, n. 1734 - † 1810)
- Vincenzo Riccobono, botanico italiano (n. 1861 - † 1943)
- Vincenzo Tineo, botanico italiano (Palermo, n. 1791 - Palermo, † 1856)

## Briganti(3)
- Vincenzo Luca, brigante italiano (Policastro, n. 1782 - † 1810)
- Vincenzo Mastronardi, brigante italiano (Ferrandina, n. 1834 - † 1861)
- Cencio Vendetta, brigante italiano (Velletri, n. 1825 - Velletri, † 1859)

## Canottieri(3)
- Vincenzo Abbagnale, canottiere italiano (Scafati, n. 1993)
- Vincenzo Capelli, canottiere italiano (Roma, n. 1988)
- Vincenzo Serpico, canottiere italiano (Castellammare di Stabia, n. 1991)

## Cantanti(3)
- Vincenzo Cantiello, cantante italiano (Napoli, n. 2000)
- Vincenzo Di Betta, cantante, organista e direttore di coro italiano (Agrigento, n. 1975)
- Vincenzo Vasi, cantante, musicista e compositore italiano (Rimini, n. 1964)

## Cantautori(5)
- Enzo Avitabile, cantautore, compositore e sassofonista italiano (Napoli, n. 1955)
- Enzo Di Domenico, cantautore, paroliere e arrangiatore italiano (Napoli, n. 1943)
- Vincenzo Incenzo, cantautore, scrittore e compositore italiano (Roma, n. 1965)
- Tony Tammaro, cantautore italiano (Napoli, n. 1961)
- Vincenzo Spampinato, cantautore italiano (Catania, n. 1953)

## Cardinali(17)
- Vincenzo Maria Altieri, cardinale italiano (Roma, n. 1724 - Roma, † 1800)
- Vincenzo Bichi, cardinale e arcivescovo cattolico italiano (Siena, n. 1668 - Roma, † 1750)
- Vincenzo Costaguti, cardinale italiano (Chiavari, n. 1612 - Roma, † 1660)
- Vincenzo Fagiolo, cardinale e arcivescovo cattolico italiano (Segni, n. 1918 - Roma, † 2000)
- Vincenzo Giustiniani, cardinale italiano (Chio, n. 1519 - Roma, † 1582)
- Vincenzo Ludovico Gotti, cardinale e teologo italiano (Bologna, n. 1664 - Roma, † 1742)
- Vincenzo Grimani, cardinale, diplomatico e librettista italiano (Mantova, n. 1655 - Napoli, † 1710)
- Vincenzo Lapuma, cardinale italiano (Palermo, n. 1874 - Roma, † 1943)
- Vincenzo Laureo, cardinale e vescovo cattolico italiano (Tropea, n. 1523 - Roma, † 1592)
- Vincenzo Macchi, cardinale italiano (Capodimonte, n. 1770 - Roma, † 1860)
- Vincenzo Maculani, cardinale e arcivescovo cattolico italiano (Fiorenzuola d'Arda, n. 1578 - Roma, † 1667)
- Vincenzo Malvezzi Bonfioli, cardinale e arcivescovo cattolico italiano (Bologna, n. 1715 - Cento, † 1775)
- Vincenzo Moretti, cardinale e arcivescovo cattolico italiano (Orvieto, n. 1815 - Bologna, † 1881)
- Vincenzo Petra, cardinale e arcivescovo cattolico italiano (Napoli, n. 1662 - Roma, † 1747)
- Vincenzo Ranuzzi, cardinale italiano (Bologna, n. 1726 - Ancona, † 1800)
- Vincenzo Santucci, cardinale italiano (Gorga, n. 1796 - Rocca di Papa, † 1861)
- Vincenzo Vannutelli, cardinale e arcivescovo cattolico italiano (Genazzano, n. 1836 - Roma, † 1930)

## Cardiochirurghi(1)
- Vincenzo Gallucci, cardiochirurgo italiano (Ferrara, n. 1935 - Verona, † 1991)

## Cavalieri(1)
- Vincenzo Chimirri, cavaliere italiano (Catanzaro, n. 1973)

## Cestisti(4)
- Vincenzo Bottan, cestista italiano (n. 1943 - † 2018)
- Enzo Porchi, ex cestista e allenatore di pallacanestro italiano (Reggio Calabria, n. 1951)
- Vincenzo Salamon, ex cestista italiano (Priverno, n. 1967)
- Vincenzo Ventrone, cestista italiano (Maddaloni, n. 1998)

## Chimici(7)
- Vincenzo Aquilanti, chimico italiano (Roma, n. 1939)
- Vincenzo Balzani, chimico italiano (Forlimpopoli, n. 1936)
- Vincenzo Barone, chimico italiano (Ancona, n. 1952)
- Vincenzo Caglioti, chimico italiano (Soriano Calabro, n. 1902 - Roma, † 1998)
- Vincenzo Casciarolo, chimico e alchimista italiano (Bologna, n. 1571 - Bologna, † 1624)
- Vincenzo Comi, chimico, medico e politico italiano (Torano Nuovo, n. 1765 - Giulianova, † 1835)
- Vincenzo Lorenzelli, chimico e nuotatore italiano (Verona, n. 1933 - Genova, † 2025)

## Chirurghi(1)
- Vincenzo Balocchi, chirurgo e ginecologo italiano (Arezzo, n. 1818 - Firenze, † 1882)

## Ciclisti su strada(8)
- Vincenzo Albanese, ciclista su strada italiano (Oliveto Citra, n. 1996)
- Vincenzo Borgarello, ciclista su strada italiano (Cambiano, n. 1884 - Torino, † 1969)
- Vincenzo De Caro, ex ciclista su strada italiano (Montoro Inferiore, n. 1955)
- Cencio Mantovani, ciclista su strada e pistard italiano (Castel d'Ario, n. 1941 - Castel d'Ario, † 1989)
- Vincenzo Meco, ex ciclista su strada italiano (Corcumello, n. 1940)
- Vincenzo Nibali, ex ciclista su strada italiano (Messina, n. 1984)
- Vincenzo Rossello, ciclista su strada italiano (San Bernardo di Stella, n. 1923 - Alessandria, † 1989)
- Vincenzo Zucconelli, ex ciclista su strada italiano (Jolanda di Savoia, n. 1931)

## Clarinettisti(1)
- Vincenzo Mariozzi, clarinettista italiano (Affile, n. 1943)

## Comici(1)
- Vincenzo Comunale, comico e autore televisivo italiano (Napoli, n. 1996)

## Compositori(34)
- Vincenzo Albrici, compositore e organista italiano (Roma, n. 1631 - Praga, † 1687)
- Vincenzo Battista, compositore e direttore d'orchestra italiano (Napoli, n. 1823 - Napoli)
- Vincenzo Bellavere, compositore italiano († 1587)
- Vincenzo Bellini, compositore italiano (Catania, n. 1801 - Puteaux, † 1835)
- Vincenzo Tobia Nicola Bellini, compositore italiano (Torricella Peligna, n. 1744 - Catania, † 1829)
- Vincenzo Calestani, compositore e cantante italiano (Lucca, n. 1589)
- Vincenzo Capecelatro, compositore italiano (Napoli, n. 1815 - Firenze, † 1874)
- Vincenzo Legrenzio Ciampi, compositore italiano (Piacenza, n. 1719 - Venezia, † 1762)
- Vincenzo Davico, compositore italiano (Principato di Monaco, n. 1889 - Roma, † 1969)
- Vincenzo Di Donato, compositore e violoncellista italiano (Roma, n. 1887 - Sassoferrato, † 1967)
- Vincenzo Fabrizi, compositore italiano (Napoli, n. 1764)
- Vincenzo Federici, compositore italiano (Pesaro, n. 1764 - Milano, † 1826)
- Vincenzo Ferroni, compositore italiano (Tramutola, n. 1858 - Milano, † 1934)
- Vincenzo Fiocchi, compositore e organista italiano (Roma, n. 1767 - Parigi, † 1845)
- Vincenzo Fiodo, compositore italiano (Taranto, n. 1778 - Napoli, † 1862)
- Vincenzo Fioravanti, compositore italiano (Roma, n. 1799 - Napoli, † 1877)
- Vincenzo Gabussi, compositore italiano (Bologna, n. 1800 - Londra, † 1846)
- Vincenzo Galilei, compositore, teorico musicale e liutista italiano (Santa Maria a Monte - Firenze, † 1591)
- Vincenzo Lavigna, compositore italiano (Altamura, n. 1776 - Milano, † 1836)
- Vincenzo Manfredini, compositore e clavicembalista italiano (Pistoia, n. 1737 - San Pietroburgo, † 1799)
- Vincenzo Merighi, compositore e violoncellista italiano (Parma, n. 1795 - Milano, † 1849)
- Vincenzo Michetti, compositore italiano (Pesaro, n. 1878 - Pesaro, † 1956)
- Vincenzo Moscuzza, compositore italiano (Siracusa - Napoli, † 1896)
- Vincenzo Palermo, compositore italiano (Napoli, n. 1967)
- Vincenzo Pallavicini, compositore italiano (Brescia)
- Vincenzo Panerai, compositore e organista italiano (Firenze, n. 1750 - Firenze, † 1790)
- Vincenzo Pucitta, compositore italiano (Civitavecchia, n. 1778 - Milano, † 1861)
- Vincenzo Righini, compositore e tenore italiano (Bologna, n. 1756 - Bologna, † 1812)
- Vincenzo Ruffo, compositore italiano (Verona - Sacile, † 1587)
- Vincenzo Tommasini, compositore italiano (Roma, n. 1878 - Roma, † 1950)
- Vincenzo Tozzi, compositore italiano (Roma - Messina)
- Vincenzo Ugolini, compositore e cantore italiano (Perugia, n. 1578 - Roma, † 1638)
- Vincenzo Valente, compositore e paroliere italiano (Corigliano Calabro, n. 1855 - Napoli, † 1921)
- Vincenzo da Rimini, compositore italiano

## Conduttori televisivi(1)
- Enzo Miccio, conduttore televisivo italiano (San Giuseppe Vesuviano, n. 1971)

## Coreografi(1)
- Vincenzo Galeotti, coreografo italiano (Firenze, n. 1733 - Copenaghen, † 1816)

## Corsari(1)
- Vincenzo Cicala, corsaro e condottiero italiano (Genova, n. 1504 - Istanbul, † 1564)

## Criminali(1)
- Vincenzo Scarantino, criminale italiano (Palermo, n. 1965)

## Critici letterari(1)
- Vincenzo Paladino, critico letterario e giornalista italiano (Scilla, n. 1924 - Reggio Calabria, † 2005)

## Cuochi(1)
- Vincenzo Corrado, cuoco, filosofo e letterato italiano (Oria, n. 1736 - Napoli, † 1836)

## Danzatori(1)
- Vincenzo Celli, ballerino, coreografo e insegnante statunitense (Salerno, n. 1900 - Greenwich, † 1988)

## Decoratori(1)
- Vincenzo Peruggia, decoratore italiano (Dumenza, n. 1881 - Saint-Maur-des-Fossés, † 1925)

## Dermatologi(1)
- Vincenzo Tanturri, dermatologo italiano (Scanno, n. 1835 - Scanno, † 1885)

## Designer(1)
- Vincenzo Nisco, designer e effettista italiano (Taranto, n. 1959)

## Diplomatici(1)
- Vincenzo Macchi di Cellere, diplomatico e ambasciatore italiano (Roma, n. 1866 - Washington, † 1919)

## Direttori d'orchestra(3)
- Vincenzo Bellezza, direttore d'orchestra italiano (Bitonto, n. 1888 - Roma, † 1964)
- Vincenzo Gianferrari, direttore d'orchestra e compositore italiano (Reggio nell'Emilia, n. 1859 - Milano, † 1939)
- Vincenzo Maria Pintorno, direttore d'orchestra e flautista italiano (Cefalù, n. 1862 - Cefalù, † 1968)

## Direttori della fotografia(1)
- Vincenzo Seratrice, direttore della fotografia italiano (Sulmona, n. 1913)

## Dirigenti d'azienda(2)
- Vincenzo Desario, dirigente d'azienda e economista italiano (Barletta, n. 1933 - Roma, † 2020)
- Vincenzo Pontolillo, dirigente d'azienda italiano (Melfi, n. 1938 - Roma, † 2021)

## Dirigenti pubblici(1)
- Vincenzo Fagiuoli, dirigente pubblico italiano (Verona, n. 1894 - Roma, † 1985)

## Dirigenti sportivi(10)
- Vincenzo Giacotto, dirigente sportivo italiano (Grugliasco, n. 1923 - Torino, † 1970)
- Vincenzo Grella, dirigente sportivo e ex calciatore australiano (Melbourne, n. 1979)
- Vincenzo Guerini, dirigente sportivo, ex calciatore e allenatore di calcio italiano (Sarezzo, n. 1953)
- Vincenzo Iacopino, dirigente sportivo e ex calciatore italiano (Ventimiglia, n. 1976)
- Vincenzo Minguzzi, dirigente sportivo e ex calciatore italiano (Russi, n. 1955)
- Vincenzo Mirra, dirigente sportivo, allenatore di calcio e ex calciatore italiano (Acilia, n. 1962)
- Vincenzo Proietti Farinelli, dirigente sportivo, allenatore di calcio e ex calciatore italiano (San Polo dei Cavalieri, n. 1945)
- Vincenzo Savarese, dirigente sportivo italiano
- Vincenzo Soro, dirigente sportivo, allenatore di calcio e calciatore italiano (Cagliari, n. 1913 - Cagliari, † 2010)
- Vincenzo Torriani, dirigente sportivo italiano (Novate Milanese, n. 1918 - Milano, † 1996)

## Disc jockey(2)
- DJ Enzo, disc jockey e rapper italiano (Napoli, n. 1969)
- Wender, disc jockey, conduttore radiofonico e tecnico del suono italiano (Torino, n. 1973)

## Divulgatori scientifici(1)
- Vincenzo Schettini, divulgatore scientifico, youtuber e conduttore televisivo italiano (Como, n. 1977)

## Dogi(1)
- Vincenzo Durazzo, doge italiano (Genova, n. 1635 - Genova, † 1724)

## Drammaturghi(1)
- Vincenzo Manna, drammaturgo, traduttore e sceneggiatore italiano (Rieti, n. 1977)

## Economisti(3)
- Vincenzo Emanuele Sergio, economista italiano (Palermo, n. 1740 - Palermo, † 1810)
- Vincenzo Tangorra, economista e politico italiano (Venosa, n. 1866 - Roma, † 1922)
- Vincenzo Visco, economista e politico italiano (Foggia, n. 1942)

## Editori(4)
- Vincenzo Batelli, editore e tipografo italiano (Firenze, n. 1786 - Firenze, † 1858)
- Vincenzo Morano, editore italiano (Monterosso Calabro, n. 1822 - Napoli, † 1890)
- Vincenzo Sparagna, editore e giornalista italiano (Napoli, n. 1946)
- Vincenzo Visceglia, editore italiano (Salandra, n. 1903 - Roma, † 1971)

## Entomologi(1)
- Vincenzo Asprea, entomologo italiano (Reggio Calabria, n. 1874 - † 1930)

## Fantini(1)
- Vincenzo Foglia, fantino italiano (Napoli, n. 1948 - Pisa, † 2022)

## Filantropi(1)
- Vincenzo Sorce Malaspina, filantropo italiano (Mussomeli, n. 1806 - Mussomeli, † 1887)

## Filologi(8)
- Vincenzo Crescini, filologo italiano (Padova, n. 1857 - Padova, † 1932)
- Vincenzo De Bartholomaeis, filologo italiano (Carapelle Calvisio, n. 1867 - Milano, † 1953)
- Vincenzo Di Benedetto, filologo classico e grecista italiano (Altomonte, n. 1934 - Pisa, † 2013)
- Vincenzo Di Giovanni, filologo, arcivescovo cattolico e filosofo italiano (Salaparuta, n. 1832 - Salaparuta, † 1903)
- Vincenzo Errante, filologo, storico e traduttore italiano (Roma, n. 1890 - Riva del Garda, † 1951)
- Vincenzo Fera, filologo italiano (Monterosso Calabro, n. 1949)
- Vincenzo Pernicone, filologo, lessicografo e italianista italiano (Regalbuto, n. 1903 - Genova, † 1982)
- Vincenzo Ussani, filologo classico e latinista italiano (Napoli, n. 1870 - Roma, † 1952)

## Filosofi(7)
- Vincenzo Cappelletti, filosofo e storico della scienza italiano (Roma, n. 1930 - Roma, † 2020)
- Vincenzo De Grazia, filosofo, politico e ingegnere italiano (Mesoraca, n. 1785 - Napoli, † 1856)
- Vincenzo Maria D'Addiego, filosofo e matematico italiano (Turi, n. 1755 - Roma, † 1830)
- Vincenzo Filippone-Thaulero, filosofo, sociologo e poeta italiano (Roma, n. 1930 - Alba Adriatica, † 1972)
- Vincenzo Lilla, filosofo, giurista e presbitero italiano (Francavilla Fontana, n. 1837 - Messina, † 1905)
- Vincenzo Maggi, filosofo e letterato italiano (Pompiano, n. 1498 - Ferrara, † 1564)
- Vincenzo Vitiello, filosofo italiano (Napoli, n. 1935)

## Fisici(4)
- Vincenzo Antinori, fisico, meteorologo e storico della scienza italiano (Firenze, n. 1792 - Firenze, † 1865)
- Vincenzo Giuseppe Cavallaro, fisico italiano (Cefalù, n. 1886 - Cefalù, † 1961)
- Vincenzo Grillo, fisico italiano (Genova, n. 1973)
- Vincenzo Miotti, fisico e astronomo italiano (Murano, n. 1712 - Murano, † 1787)

## Flautisti(2)
- Vincenzo De Michelis, flautista e compositore italiano (Roma, n. 1825 - Roma, † 1891)
- Vincenzo Mastropirro, flautista, compositore e poeta italiano (Matera, n. 1960)

## Fondisti(3)
- Vincenzo Colli, fondista italiano (Cortina d'Ampezzo, n. 1899 - Cortina d'Ampezzo, † 1961)
- Vincenzo Demetz, fondista italiano (Santa Cristina Valgardena, n. 1911 - Santa Cristina Valgardena, † 1990)
- Vincenzo Perruchon, fondista italiano (Cogne, n. 1921 - Cogne, † 2005)

## Fotografi(4)
- Vincenzo Balocchi, fotografo italiano (Firenze, n. 1892 - Firenze, † 1975)
- Vincenzo Carrese, fotografo italiano (Castellammare di Stabia, n. 1910 - Milano, † 1981)
- Vincenzo Castella, fotografo, chitarrista e regista italiano (Napoli, n. 1952)
- Vincenzo Galdi, fotografo italiano (Napoli, n. 1871 - Roma, † 1961)

## Fumettisti(4)
- Vincenzo Baggioli, fumettista e giornalista italiano (Galliate Lombardo, n. 1909 - Milano, † 1969)
- Vincenzo Beretta, fumettista italiano (Milano, n. 1968)
- Vincenzo Jannuzzi, fumettista italiano (Spezzano Albanese, n. 1946 - † 2021)
- Vincenzo Monti, fumettista italiano (Milano, n. 1941 - Milano, † 2002)

## Funzionari(6)
- Vincenzo Amidani, funzionario italiano (Cremona, n. 1410 - Milano, † 1475)
- Vincenzo Colmayer, prefetto e politico italiano (Napoli, n. 1843 - Napoli, † 1908)
- Vincenzo Panico, prefetto italiano (Marigliano, n. 1953)
- Vincenzo Pericoli, prefetto e politico italiano (Roma, n. 1862 - Ginevra, † 1931)
- Vincenzo Serrentino, prefetto italiano (Rosolini, n. 1897 - Sebenico, † 1947)
- Enzo Vicari, prefetto italiano (Sant'Agata di Militello, n. 1922 - Milano, † 2004)

## Gastronomi(1)
- Vincenzo Buonassisi, gastronomo, critico musicale e critico televisivo italiano (L'Aquila, n. 1918 - Milano, † 2004)

## Generali(16)
- Vincenzo Biani, generale e aviatore italiano (Perugia, n. 1901 - † 1991)
- Vincenzo Camporini, generale italiano (Como, n. 1946)
- Vincenzo Carbone, generale italiano (Reggio Calabria, n. 1868 - Roma, † 1949)
- Vincenzo Coconito di Montiglio, generale italiano (Montiglio, n. 1829 - Torino, † 1896)
- Vincenzo Coppola, generale italiano (Roma, n. 1954)
- Vincenzo Dapino, generale italiano (Torino, n. 1891 - Torino, † 1957)
- Vincenzo Della Mura, generale italiano (Palo del Colle, n. 1888 - Palo del Colle)
- Vincenzo d'Escamard, generale italiano (Castroreale, n. 1772 - Napoli, † 1833)
- Vincenzo Garioni, generale italiano (Montebelluna, n. 1856 - Venezia, † 1929)
- Vincenzo I Gonzaga, generale e collezionista d'arte italiano (Mantova, n. 1562 - Mantova, † 1612)
- Vincenzo Lombard, generale e politico italiano (Collegno, n. 1883 - Roma, † 1968)
- Vincenzo Lucertini, generale e aviatore italiano (Torino, n. 1914 - Roma, † 1985)
- Vincenzo Magliocco, generale e aviatore italiano (Palermo, n. 1893 - Lechemti, † 1936)
- Vincenzo Muricchio, generale e inventore italiano (Portocannone, n. 1861 - Ovada, † 1960)
- Vincenzo Giordano Orsini, generale e politico italiano (Palermo, n. 1817 - Napoli, † 1889)
- Vincenzo Velardi, generale e aviatore italiano (Macerata, n. 1894 - Roma, † 1965)

## Geografi(1)
- Vincenzo Maria Coronelli, geografo, cartografo e cosmografo italiano (Venezia, n. 1650 - Venezia, † 1718)

## Gesuiti(2)
- Vincenzo Carafa, gesuita italiano (Andria, n. 1585 - Roma, † 1649)
- Vincenzo Filliucci, gesuita e teologo italiano (Siena, n. 1566 - Roma, † 1622)

## Giocatori di calcio a 5(3)
- Vincenzo Botta, giocatore di calcio a 5 italiano (Napoli, n. 1984)
- Vincenzo Caponigro, giocatore di calcio a 5 italiano (Salerno, n. 1997)
- Vincenzo Milucci, giocatore di calcio a 5 italiano (Napoli, n. 1992)

## Giornalisti(22)
- Vincenzo Brusco Onnis, giornalista e patriota italiano (Cagliari, n. 1822 - Milano, † 1888)
- Vincenzo Duplancich, giornalista, scrittore e politico italiano (Zara, n. 1818 - Milano, † 1888)
- Enzo Foglianese, giornalista italiano (Grumo Appula, n. 1932)
- Vincenzo Iacopino, giornalista italiano (Reggio Calabria, n. 1948)
- Vincenzo Linares, giornalista e scrittore italiano (Licata, n. 1804 - Palermo, † 1847)
- Vincenzo Maddaloni, giornalista e saggista italiano (Venezia, n. 1940)
- Vincenzo Magistà, giornalista e conduttore televisivo italiano (Conversano, n. 1953)
- Vincenzo Mollica, giornalista, scrittore e disegnatore italiano (Formigine, n. 1953)
- Vincenzo Morello, giornalista e politico italiano (Bagnara Calabra, n. 1860 - Roma, † 1933)
- Vincenzo Morgante, giornalista italiano (Palermo, n. 1963)
- Vincenzo Patanè, giornalista, critico cinematografico e scrittore italiano (Acireale, n. 1953)
- Vincenzo Pipitone, giornalista e politico italiano (Marsala, n. 1854 - Trapani, † 1928)
- Vincenzo Quaratino, giornalista italiano (Potenza, n. 1957)
- Vincenzo Rovi, giornalista, sceneggiatore e autore televisivo italiano
- Vincenzo Rubano, giornalista italiano (Sapri, n. 1985)
- Vincenzo Sansonetti, giornalista e scrittore italiano (Noci, n. 1952)
- Vincenzo Selvaggi, giornalista e politico italiano (San Massimo, n. 1913 - Latina, † 1957)
- Vincenzo Spagnolo, giornalista e scrittore italiano (Crotone, n. 1971)
- Vincenzo Talarico, giornalista, sceneggiatore e attore italiano (Acri, n. 1909 - Fiuggi, † 1972)
- Vincenzo Tieri, giornalista, commediografo e politico italiano (Corigliano Calabro, n. 1895 - Roma, † 1970)
- Vincenzo Torelli, giornalista, librettista e scrittore italiano (Barile, n. 1807 - Napoli, † 1882)
- Vincenzo Torraca, giornalista e impresario teatrale italiano (Maschito, n. 1887 - Roma, † 1979)

## Giuristi(18)
- Vincenzo Arangio-Ruiz, giurista e politico italiano (Napoli, n. 1884 - Roma, † 1964)
- Vincenzo Buonocore, giurista e politico italiano (Salerno, n. 1932 - Salerno, † 2009)
- Vincenzo Caianiello, giurista, magistrato e politico italiano (Aversa, n. 1932 - Roma, † 2002)
- Vincenzo Del Giudice, giurista italiana (Trani, n. 1884 - Roma, † 1970)
- Vincenzo Ferrari, giurista e sociologo italiano (Colleferro, n. 1940)
- Vincenzo Franceschelli, giurista italiano (Milano, n. 1947)
- Vincenzo Lippolis, giurista e docente italiano (Grumo Appula, n. 1948)
- Vincenzo Manzini, giurista italiano (Udine, n. 1872 - Venezia, † 1957)
- Vincenzo Massilla, giurista e politico italiano (Atella, n. 1499 - Bari, † 1580)
- Vincenzo Miceli, giurista italiano (San Fili, n. 1858 - Roma, † 1932)
- Vincenzo Miri, giurista e avvocato italiano (Termoli, n. 1983)
- Vincenzo Pepe, giurista, ambientalista e scrittore italiano (Torchiara, n. 1958)
- Vincenzo Sacco, giurista italiano (Bologna, n. 1681 - Bologna, † 1744)
- Vincenzo Salvagnoli, giurista e politico italiano (Empoli, n. 1802 - Pisa, † 1861)
- Vincenzo Simoncelli, giurista, politico e filantropo italiano (Sora, n. 1860 - Frascati, † 1917)
- Vincenzo Trimarchi, giurista e politico italiano (Santa Teresa di Riva, n. 1914 - Messina, † 2007)
- Vincenzo Zangara, giurista e politico italiano (Catania, n. 1902 - Catania, † 1985)
- Vincenzo Zeno-Zencovich, giurista e saggista italiano (Roma, n. 1954)

## Grecisti(1)
- Vincenzo Rotolo, grecista e bizantinista italiano (n. 1931)

## Hockeisti su ghiaccio(1)
- Vincenzo Marozzi, ex hockeista su ghiaccio canadese (Edmonton, n. 1990)

## Imprenditori(22)
- Vincenzo Agusta, imprenditore e dirigente sportivo italiano (n. 1909 - Milano, † 1958)
- Vincenzo Bellavista, imprenditore e dirigente sportivo italiano (Savignano sul Rubicone, n. 1943 - Longiano, † 2007)
- Vincenzo Boccia, imprenditore italiano (Salerno, n. 1964)
- Vincenzo Bolmida, imprenditore italiano (Torino, n. 1807 - Torino, † 1876)
- Vincenzo Liborio Calia, imprenditore italiano (Matera, n. 1926 - Matera, † 1998)
- Vincenzo Cuccaro, imprenditore e dirigente sportivo italiano (n. 1950)
- Vincenzo D'Aquila, imprenditore e scrittore italiano (Palermo, n. 1892 - New York, † 1975)
- Vincenzo Divella, imprenditore e politico italiano (Noicattaro, n. 1942)
- Vincenzo Florio jr, imprenditore italiano (Palermo, n. 1883 - Épernay, † 1959)
- Vincenzo Grasso, imprenditore italiano (n. 1938 - Locri, † 1989)
- Vincenzo Grazioli, I duca di Santa Croce di Magliano, imprenditore, banchiere e nobile italiano (Cadelsasso, n. 1770 - Roma, † 1857)
- Vincenzo La Gioia, imprenditore e dirigente sportivo italiano (Triggiano, n. 1901 - † 1986)
- Vincenzo Lodigiani, imprenditore e ingegnere italiano (Gossolengo, n. 1875 - Roma, † 1942)
- Vincenzo Manes, imprenditore e filantropo italiano (Venafro, n. 1960)
- Vincenzo Matarrese, imprenditore e dirigente sportivo italiano (Andria, n. 1937 - Bari, † 2016)
- Enzo Mirigliani, imprenditore e conduttore televisivo italiano (Santa Caterina dello Ionio, n. 1917 - Roma, † 2011)
- Vincenzo Monti, imprenditore italiano (Civitella del Tronto, n. 1906 - Pescara, † 1981)
- Vincenzo Muccioli, imprenditore italiano (Rimini, n. 1934 - Coriano, † 1995)
- Enzo Osella, imprenditore italiano (Cambiano, n. 1939)
- Vincenzo Pignatelli, VIII principe di Strongoli, imprenditore, nobile e politico italiano (Napoli, n. 1808 - Napoli, † 1881)
- Vincenzo Rappa, imprenditore italiano (Borgetto, n. 1922 - Palermo, † 2009)
- Vincenzo Roncalli, imprenditore, politico e filantropo italiano (Vigevano, n. 1792 - Vigevano, † 1872)

## Incisori(3)
- Vincenzo Feoli, incisore italiano (Roma, n. 1750 - Roma, † 1831)
- Vincenzo Giaconi, incisore italiano (Tremignon, n. 1760 - Venezia, † 1829)
- Vincenzo Vangelisti, incisore italiano (Firenze, n. 1740 - Milano, † 1798)

## Ingegneri(12)
- Vincenzo Stefano Breda, ingegnere, imprenditore e politico italiano (Limena, n. 1825 - Padova, † 1903)
- Vincenzo Cabianca, ingegnere e urbanista italiano (Modena, n. 1925 - Roma, † 2015)
- Vincenzo Di Nanna, ingegnere e politico italiano (n. 1896 - † 1965)
- Vincenzo Ferniani, ingegnere italiano (Brisighella, n. 1871 - Bologna, † 1966)
- Vincenzo Franciosi, ingegnere italiano (Lacedonia, n. 1925 - Napoli, † 1989)
- Vincenzo Geremia, ingegnere, inventore e architetto italiano (Acireale, n. 1575 - Acireale, † 1679)
- Vincenzo Maria Morici, ingegnere italiano (Castelbuono, n. 1917 - Palermo, † 2004)
- Vincenzo Passarelli, ingegnere italiano (Roma, n. 1904 - Roma, † 1985)
- Vincenzo Ricci, ingegnere e politico italiano (Berlino, n. 1851 - Torino, † 1912)
- Vincenzo Rosati, ingegnere, archeologo e pittore italiano (Ponzano di Civitella del Tronto, n. 1859 - † 1943)
- Vincenzo Salvadore, ingegnere e politico italiano (Santa Teresa di Riva, n. 1891 - Caracas, † 1974)
- Vincenzo Voce, ingegnere ambientale, ambientalista e politico italiano (Crotone, n. 1962)

## Inventori(1)
- Vincenzo Lunardi, inventore e ufficiale italiano (Lucca, n. 1754 - Lisbona, † 1806)

## Karateka(1)
- Vincenzo Figuccio, karateka e militare italiano (Milano, n. 1978)

## Lessicografi(1)
- Vincenzo De Vit, lessicografo e latinista italiano (Mestrino, n. 1811 - Domodossola, † 1892)

## Letterati(6)
- Vincenzo Buronzo, letterato e politico italiano (Moncalvo, n. 1884 - Moncalvo, † 1976)
- Vincenzo Capponi, letterato e poeta italiano (Firenze, n. 1605 - Firenze, † 1688)
- Vincenzo Carrari, letterato e storico italiano (Ravenna, n. 1539 - Ravenna, † 1596)
- Vincenzo Gerace, letterato italiano (Cittanova, n. 1876 - Roma, † 1930)
- Vincenzo Gramigna, letterato italiano (Riccia - Roma, † 1627)
- Vincenzo di Beauvais, letterato francese (Boran-sur-Oise - Abbazia di Royaumont, † 1264)

## Liutai(2)
- Vincenzo Panormo, liutaio italiano (Monreale, n. 1734 - Londra, † 1813)
- Vincenzo Rugeri, liutaio italiano (Cremona, n. 1663 - † 1719)

## Liutisti(1)
- Vincenzo Capirola, liutista e compositore italiano (n. 1473)

## Lottatori(2)
- Vincenzo Grassi, ex lottatore italiano (Marano di Napoli, n. 1938)
- Vincenzo Maenza, ex lottatore italiano (Imola, n. 1962)

## Mafiosi(21)
- Vincenzo Aiello, mafioso italiano (Catania, n. 1953)
- Vincenzo Aloi, mafioso statunitense (New York, n. 1933)
- Vincent Barrisa, mafioso statunitense (San Francisco, n. 1903 - San Francisco)
- Vincenzo Calcara, mafioso e collaboratore di giustizia italiano (Castelvetrano, n. 1956)
- Vincenzo Casillo, mafioso italiano (San Giuseppe Vesuviano, n. 1942 - Roma, † 1983)
- Vincenzo Chiodo, mafioso e collaboratore di giustizia italiano (San Giuseppe Jato, n. 1963)
- Vincenzo Collura, mafioso italiano (Corleone, n. 1898 - Corleone, † 1957)
- Vincenzo De Falco, mafioso italiano (n. 1953 - Casal di Principe, † 1991)
- Vincenzo DeMaria, mafioso italiano (Siderno, n. 1954)
- Vincenzo Giglio, mafioso italiano (Bivona, n. 1880 - New York, † 1914)
- Vincenzo Licciardi, mafioso italiano (Napoli, n. 1965)
- Vincent Mangano, mafioso italiano (Palermo, n. 1888)
- Vincenzo Pasquino, mafioso e collaboratore di giustizia italiano (Torino, n. 1990)
- Vincenzo Pesce, mafioso italiano (Rosarno, n. 1959)
- Vincenzo Puccio, mafioso italiano (Palermo, n. 1945 - Palermo, † 1989)
- Vincenzo Rimi, mafioso italiano (Alcamo, n. 1902 - Alcamo, † 1975)
- Vincenzo Santapaola, mafioso italiano (Catania, n. 1969)
- Vincenzo Sinagra, mafioso e collaboratore di giustizia italiano (Palermo, n. 1956)
- Vincenzo Stranieri, mafioso italiano (Manduria, n. 1960)
- Vincenzo Terranova, mafioso italiano (Corleone, n. 1886 - Manhattan, † 1922)
- Vincenzo Virga, mafioso italiano (Erice, n. 1936)

## Magistrati(10)
- Vincenzo Balzano, magistrato italiano (Castel di Sangro, n. 1866 - Roma, † 1951)
- Vincenzo Calenda di Tavani, magistrato e politico italiano (Nocera Inferiore, n. 1830 - Nocera Inferiore, † 1910)
- Vincenzo Carbone, magistrato e giurista italiano (Napoli, n. 1935 - Roma, † 2022)
- Vincenzo Casoli, magistrato e politico italiano (Asti, n. 1864 - Coazze, † 1943)
- Vincenzo Cersosimo, magistrato italiano (Cassano all'Ionio, n. 1900 - Ausonia, † 1969)
- Vincenzo Cosentino, magistrato italiano (Palmi, n. 1831 - Messina, † 1879)
- Vincenzo Giovanni Giusto, magistrato e partigiano italiano (Torino, n. 1916 - Torre Mondovì, † 1945)
- Vincenzo Mazzacane, magistrato e storico italiano (Cerreto Sannita, n. 1878 - Napoli, † 1956)
- Vincenzo Mendaia, magistrato e politico italiano (Roccanova, n. 1855 - Roccanova, † 1924)
- Vincenzo Niutta, magistrato e giurista italiano (Castelvetere, n. 1802 - Napoli, † 1867)

## Maratoneti(1)
- Vincenzo Modica, ex maratoneta italiano (Mistretta, n. 1971)

## Matematici(10)
- Vincenzo Amato, matematico italiano (Taranto, n. 1881 - Catania, † 1963)
- Vincenzo Angiulli, matematico italiano (Ascoli Satriano, n. 1747 - Napoli, † 1819)
- Vinzenz Bronzin, matematico italiano (Rovigno, n. 1872 - Trieste, † 1970)
- Vincenzo Brunacci, matematico italiano (Firenze, n. 1768 - Pavia, † 1818)
- Vincenzo De Filippis, matematico, filosofo e patriota italiano (Tiriolo, n. 1749 - Napoli, † 1799)
- Vincenzo De Rossi Re, matematico italiano (Roma, n. 1834 - Roma, † 1888)
- Vincenzo Flauti, matematico italiano (Napoli, n. 1782 - Napoli, † 1863)
- Vincenzo Reina, matematico e geodeta italiano (Como, n. 1862 - Como, † 1919)
- Vincenzo Riccati, matematico e fisico italiano (Castelfranco Veneto, n. 1707 - Treviso, † 1775)
- Vincenzo Viviani, matematico, astronomo e ingegnere italiano (Firenze, n. 1622 - Firenze, † 1703)

## Medici(24)
- Vincenzo Andriani, medico e archeologo italiano (Carovigno, n. 1788 - † 1851)
- Vincenzo Angeloni, medico e politico italiano (Avezzano, n. 1952)
- Vincenzo Briganti, medico, naturalista e micologo italiano (Salvitelle, n. 1766 - Napoli, † 1836)
- Vincenzo Busacchi, medico e storico italiano (San Giovanni in Persiceto, n. 1907 - Bologna, † 1991)
- Vincenzo Cambi, medico italiano (Gazzada Schianno, n. 1937 - Parma, † 2020)
- Vincenzo Carravieri, medico e patriota italiano (Crespino, n. 1787 - Crespino, † 1876)
- Vincenzo Cervello, medico italiano (Palermo, n. 1854 - Palermo, † 1918)
- Vincenzo Chiarugi, medico italiano (Empoli, n. 1759 - Firenze, † 1820)
- Vincenzo Cuomo, medico e climatologo italiano (Napoli, n. 1858 - Anacapri, † 1935)
- Vincenzo De Angelis, medico, politico e poeta italiano (Brancaleone, n. 1877 - Brancaleone, † 1945)
- Vincenzo Joppi, medico e bibliotecario italiano (Udine, n. 1824 - Udine, † 1900)
- Vincenzo Lanza, medico e politico italiano (Foggia, n. 1784 - Napoli, † 1860)
- Vincenzo Mezzogiorno, medico e politico italiano (San Sebastiano al Vesuvio, n. 1926 - Napoli, † 2001)
- Vincenzo Mirone, medico italiano
- Vincenzo Montenovesi, medico e politico italiano (Fiano Romano, n. 1849 - Fiano Romano, † 1931)
- Vincenzo Mutolo, medico e politico italiano (Palermo, n. 1920 - Palermo, † 1991)
- Vincenzo Ottaviani, medico, micologo e botanico italiano (Mercatale di Sassocorvaro, n. 1790 - Urbino, † 1853)
- Vincenzo Mario Palmieri, medico e politico italiano (Brescia, n. 1899 - Napoli, † 1994)
- Vincenzo Pinali, medico italiano (Cordenons, n. 1802 - Padova, † 1875)
- Vincenzo Racchetti, medico, giurista e letterato italiano (Crema, n. 1777 - Crema, † 1819)
- Vincenzo Randi, medico e politico italiano (Ravenna, n. 1932 - Ravenna, † 1977)
- Vincenzo Rossetti, medico italiano (Terracina, n. 1896 - Latina, † 1974)
- Vincenzo Sellaro, medico italiano (Polizzi Generosa, n. 1868 - New York, † 1932)
- Vincenzo Tiberio, medico, farmacologo e igienista italiano (Sepino, n. 1869 - Napoli, † 1915)

## Militari(37)
- Vincenzo Ambrosio, militare italiano (Roma, n. 1913 - Nevice, † 1941)
- Vincenzo Arbarello, militare italiano (Torino, n. 1874 - Casera Turrie, † 1917)
- Vincenzo Bacallar, ufficiale, storico e linguista spagnolo (Cagliari, n. 1669 - L'Aia, † 1726)
- Vincenzo Barone, militare italiano (Modica, n. 1916 - Marzamemi, † 1943)
- Vincenzo Capelli, militare italiano (Castelleone, n. 1916 - Milano, † 2001)
- Vincenzo Ciaravolo, militare italiano (Torre del Greco, n. 1919 - Mar Rosso, † 1940)
- Vincenzo Comitini, militare italiano (Nocera Inferiore, n. 1964)
- Vincenzo Contratti, militare e aviatore italiano (Torino, n. 1894 - Portobuffolé, † 1918)
- Vincenzo De Michiel, militare italiano (Fanna, n. 1920 - Derezovka, † 1942)
- Vincenzo Di Stefano, militare italiano (Castelbuono - Castelbuono)
- Vincenzo Donza, militare italiano
- Vincenzo Durante, militare e scrittore italiano (Mesagne - † 1801)
- Vincenzo Forte, militare italiano (Spezzano Albanese, n. 1886 - Spezzano Albanese, † 1939)
- Vincenzo Fusco, militare italiano (Seravezza, n. 1913 - Mar Mediterraneo, † 1944)
- Vincenzo Galasso, militare italiano (Apricena, n. 1863 - Cividale del Friuli, † 1917)
- Vincenzo Geraci, militare italiano (Messina, n. 1891 - Selz, † 1915)
- Vincenzo Giudice, militare italiano (Eboli, n. 1891 - Bergiola Foscalina, † 1944)
- Vincenzo Gonzaga Doria, militare italiano (Guastalla, n. 1606 - Salamanca, † 1694)
- Vincenzo Guarniera, militare e partigiano italiano (Catania, n. 1906 - Roma, † 1980)
- Vincenzo Anastagi, militare italiano (Perugia, n. 1531 - Malta, † 1586)
- Vincenzo Li Causi, militare e agente segreto italiano (Partanna, n. 1952 - Balad, † 1993)
- Vincenzo Macchi di Cellere, militare e nobile italiano (Roma, n. 1846 - Roma, † 1934)
- Vincenzo Madonia, militare italiano (Terrasini Favarotta, n. 1891 - Monte Sei Busi, † 1915)
- Vincenzo Malenchini, militare e politico italiano (Livorno, n. 1813 - Collesalvetti, † 1881)
- Vincenzo Ruggero Manca, militare e politico italiano (Carmiano, n. 1934)
- Vincenzo Martellotta, militare italiano (Taranto, n. 1913 - Castelfranco Emilia, † 1973)
- Vincenzo Pastore, militare italiano (Roma, n. 1908 - Maghec, † 1941)
- Vincenzo Luca Pezza, militare italiano (Itri, n. 1762 - Itri, † 1827)
- Vincenzo Rocco, militare italiano (Torre Annunziata, n. 1893 - Carso, † 1917)
- Vincenzo Rossi, militare italiano (Carpi, n. 1877 - Langfang, † 1900)
- Vincenzo Sinibaldi, militare italiano (Gioia dei Marsi, n. 1914 - Conesa, † 1939)
- Vincenzo Stimolo, militare, partigiano e agente segreto italiano (Napoli, n. 1911 - Emilia-Romagna, † 1945)
- Vincenzo Toschi, militare e agente segreto italiano (n. 1894)
- Vincenzo Cappello, militare italiano (Venezia, n. 1469 - Venezia, † 1541)
- Vincenzo Vitale, militare italiano (Atripalda, n. 1908 - Gondar, † 1941)
- Vincenzo Vitale, militare italiano (Palermo, n. 1913 - Don Deresowka, † 1942)
- Vincenzo Zerboglio, militare italiano (Pisa, n. 1898 - Monte Grappa, † 1918)

## Mitografi(1)
- Vincenzo Cartari, mitografo e scrittore italiano (Reggio Emilia - † 1590)

## Monaci cristiani(2)
- Vincenzo Verace, monaco cristiano italiano (Manocalzati - Sant'Angelo a Scala, † 1590)
- Vincenzo di Soignies, monaco cristiano e santo franco (Castello di Sotteville a Strépy-Bracquegnies - Soignies, † 677)

## Montatori(1)
- Vincenzo Tomassi, montatore italiano (Priverno, n. 1937 - Roma, † 1993)

## Multiplisti(1)
- Vincenzo Vigliotti, multiplista italiano (Maddaloni, n. 1994)

## Musicisti(1)
- Vincenzo Colla, musicista italiano (Piacenza, n. 1790)

## Naturalisti(5)
- Vincenzo Carmignani, naturalista, medico e botanico italiano (n. 1779 - Pisa, † 1859)
- Vincenzo Maria Cimarelli, naturalista e storico italiano (Corinaldo, n. 1585 - Brescia, † 1662)
- Vincenzo La Valva, naturalista e botanico italiano (Diamante, n. 1947 - Diamante, † 2010)
- Vincenzo Rivera, naturalista, botanico e politico italiano (L'Aquila, n. 1890 - Roma, † 1967)
- Vincenzo de Romita, naturalista italiano (Bari, n. 1838 - Bari, † 1914)

## Navigatori(2)
- Vincenzo di Bartolo, navigatore italiano (Ustica, n. 1802 - Ustica, † 1849)
- Vincenzo Cozzani, marinaio e partigiano italiano (Montepulciano, n. 1921 - Montepulciano, † 1965)

## Neurologi(1)
- Vincenzo Neri, neurologo italiano (Bologna, n. 1880 - † 1960)

## Nobili(9)
- Vincenzo Giustiniani, III principe di Bassano, nobile italiano (Roma, n. 1673 - Roma, † 1754)
- Vincenzo II Gonzaga, nobile italiano (Mantova, n. 1594 - Mantova, † 1627)
- Vincenzo Gonzaga, nobile italiano (n. 1634 - Guastalla, † 1714)
- Vincenzo Lante Montefeltro della Rovere, VI duca di Bomarzo, nobile italiano (Roma, n. 1760 - Roma, † 1811)
- Vincenzo Moncada, nobile, politico e militare italiano (Messina, n. 1732 - Messina, † 1805)
- Vincenzo Trigona, marchese di Canicarao, nobile e politico italiano (Noto, n. 1829 - Catania, † 1912)
- Vincenzo Venerosi Pesciolini, nobile e politico italiano (Migliarino Pisano, n. 1890 - Firenze, † 1967)
- Vincenzo da Filicaja, nobile e poeta italiano (Firenze, n. 1642 - Firenze, † 1707)
- Vincenzo di Sangro, nobile italiano (Napoli, n. 1743 - Napoli, † 1790)

## Notai(1)
- Vincenzo Lorenzoni, notaio e politico sammarinese (Borgo Maggiore, n. 1583 - Città di San Marino, † 1664)

## Numismatici(3)
- Vincenzo Bellini, numismatico e presbitero italiano (Gambulaga, n. 1708 - Gambulaga, † 1783)
- Vincenzo Lazari, numismatico, archeologo e storico italiano (Venezia, n. 1823 - Venezia, † 1864)
- Vincenzo Promis, numismatico, bibliotecario e storico italiano (Torino, n. 1839 - Torino, † 1889)

## Nuotatori(1)
- Vincenzo Boni, nuotatore italiano (Napoli, n. 1988)

## Orafi(4)
- Vincenzo Archifel, orafo italiano (n. 1461 - Catania, † 1533)
- Vincenzo Belli, orafo italiano (Torino, n. 1710 - Roma, † 1787)
- Vincenzo Giura, orafo, gioielliere e politico italiano (Roccanova, n. 1847 - Napoli, † 1926)
- Vincenzo Melchiorre, orafo, imprenditore e gioielliere italiano (Valenza, n. 1845 - Valenza, † 1925)

## Organisti(1)
- Vincenzo Petrali, organista e compositore italiano (Crema, n. 1830 - Bergamo, † 1889)

## Paleografi(1)
- Vincenzo Federici, paleografo, diplomatista e filologo italiano (Monterotondo, n. 1871 - Roma, † 1953)

## Pallamanisti(1)
- Vincenzo Pace, pallamanista italiano (Agrigento, n. 1992)

## Pallanuotisti(6)
- Enzo D'Angelo, pallanuotista italiano (Bacoli, n. 1951 - Parigi, † 2008)
- Vincenzo Dolce, pallanuotista italiano (Salerno, n. 1995)
- Vincenzo Massa, ex pallanuotista e allenatore di pallanuoto italiano (Napoli, n. 1968)
- Enzo Polito, pallanuotista italiano (Napoli, n. 1926 - † 2004)
- Vincenzo Renzuto Iodice, pallanuotista italiano (Napoli, n. 1993)
- Vincenzo Tozzi, pallanuotista italiano (Pomigliano d'Arco, n. 1999)

## Pallavolisti(2)
- Vincenzo Spadavecchia, pallavolista italiano (Terlizzi, n. 1993)
- Vincenzo Tamburo, pallavolista italiano (Empoli, n. 1985)

## Parolieri(3)
- Vincenzo D'Agostino, paroliere italiano (Napoli, n. 1961)
- Vincenzo Falsetti, paroliere, scrittore e poeta italiano (San Giorgio a Cremano, n. 1932 - Napoli, † 2019)
- Vincenzo Russo, paroliere e artigiano italiano (Napoli, n. 1876 - Napoli, † 1904)

## Partigiani(5)
- Vincenzo Modica, partigiano italiano (Mazara del Vallo, n. 1919 - Torino, † 2003)
- Vincenzo Pandolfo, partigiano italiano (Palermo, n. 1910 - Roma, † 1943)
- Vincenzo Pappalettera, partigiano e storico italiano (Milano, n. 1919 - Cesano Maderno, † 1998)
- Vincenzo Rizzo, partigiano italiano (Castelfranco Veneto, n. 1921 - Cortina d'Ampezzo, † 1948)
- Vincenzo Toffano, partigiano italiano (Gavello, n. 1925 - Paderno, † 1944)

## Pastori protestanti(1)
- Vincenzo Saverio Veneziano, pastore protestante e teologo italiano (Cersosimo, n. 1904 - Monte Porzio Catone, † 2000)

## Patrioti(14)
- Vincenzo Abati, patriota e avvocato italiano (San Cassiano, n. 1810 - Lecce, † 1892)
- Vincenzo Borelli, patriota italiano (Modena, n. 1786 - Modena, † 1831)
- Vincenzo Borg, patriota, militare e mercante maltese (Birchircara, n. 1777 - Malta, † 1837)
- Vincenzo Carbonelli, patriota e politico italiano (Secondigliano, n. 1822 - Roma, † 1901)
- Vincenzo Comi, patriota e politico italiano (Trescore Balneario, n. 1849 - Trescore Balneario, † 1930)
- Vincenzo Errante, patriota, politico e letterato italiano (Palermo, n. 1813 - Roma, † 1891)
- Vincenzo Fardella di Torrearsa, patriota e politico italiano (Trapani, n. 1808 - Palermo, † 1889)
- Vincenzo Favara, patriota e politico italiano (Menfi, n. 1816 - Palermo, † 1885)
- Vincenzo Fuxa, patriota e militare italiano (Palermo, n. 1820 - Bagheria, † 1903)
- Vincenzo Galiani, patriota e rivoluzionario italiano (San Pietro di Montoro Superiore, n. 1770 - Napoli, † 1794)
- Vincenzo Gallina, patriota italiano (Ravenna, n. 1795 - Aleppo, † 1842)
- Vincenzo Lombardi, patriota italiano (Alatri, n. 1820 - Como, † 1906)
- Vincenzo Lupo, patriota italiano (Caggiano, n. 1755 - Napoli, † 1799)
- Vincenzo Saccà, patriota e funzionario italiano (San Lorenzo, n. 1825 - Mosciano Sant'Angelo, † 1887)

## Pedagogisti(2)
- Vincenzo Cento, pedagogista italiano (Pollenza, n. 1888 - Roma, † 1945)
- Vincenzo Troya, pedagogista italiano (Magliano d'Alba, n. 1806 - Torino, † 1883)

## Pianisti(7)
- Vincenzo Appiani, pianista e compositore italiano (Monza, n. 1850 - Milano, † 1932)
- Vincenzo Balzani, pianista italiano (Milano, n. 1951)
- Vincenzo D'Annibale, pianista, compositore e direttore d'orchestra italiano (n. 1894 - Napoli, † 1950)
- Vincenzo Maltempo, pianista italiano (Benevento, n. 1985)
- Vincenzo Mannino, pianista, insegnante e compositore italiano (Palermo, n. 1913 - Palermo, † 2002)
- Vincenzo Scaramuzza, pianista, compositore e insegnante italiano (Crotone, n. 1885 - Buenos Aires, † 1968)
- Vincenzo Vitale, pianista italiano (Napoli, n. 1908 - Napoli, † 1984)

## Piloti automobilistici(3)
- Vincenzo Lancia, pilota automobilistico e imprenditore italiano (Fobello, n. 1881 - Torino, † 1937)
- Vincenzo Sospiri, ex pilota automobilistico italiano (Forlì, n. 1966)
- Vincenzo Trucco, pilota automobilistico italiano (Milano)

## Piloti di rally(1)
- Vincenzo Di Bella, pilota di rally italiano (Milano, n. 1977)

## Pirati(1)
- Vincenzo Gambi, pirata italiano (Italia - Golfo del Messico, † 1819)

## Poeti(27)
- Vincenzo Accame, poeta, saggista e traduttore italiano (Loano, n. 1932 - Milano, † 1999)
- Vincenzo Ammirà, poeta italiano (Vibo Valentia, n. 1821 - Vibo Valentia, † 1898)
- Vincenzo Barsio, poeta, teologo e filosofo italiano (Mantova, n. 1490 - † 1529)
- Vincenzo Cardarelli, poeta, scrittore e giornalista italiano (Corneto Tarquinia, n. 1887 - Roma, † 1959)
- Vincenzo Calmeta, poeta e critico letterario italiano (Chio - Roma, † 1508)
- Vincenzo Cordova, poeta e scrittore italiano (Aidone, n. 1870 - Aidone, † 1943)
- Vincenzo Costantino, poeta, scrittore e cantautore italiano (Milano, n. 1964)
- Vincenzo Dartonna, poeta italiano (Tortona)
- Vincenzo De Crescenzo, poeta italiano (Napoli, n. 1915 - Moiano, † 1987)
- Vincenzo De Simone, poeta italiano (Villarosa, n. 1879 - Milano, † 1942)
- Volt, poeta, scrittore e giornalista italiano (Viterbo, n. 1888 - Bressanone, † 1927)
- Vincenzo Fasanella, poeta e matematico italiano (Bisignano, n. 1733 - Bisignano, † 1793)
- Vincenzo Frungillo, poeta italiano (Napoli, n. 1973)
- Vincenzo Gallo Arcuri, poeta, patriota e rivoluzionario italiano (Rocca di Neto, n. 1826 - Rocca di Neto, † 1873)
- Vincenzo Giattino, poeta italiano
- Vincenzo Guarnaccia, poeta e traduttore italiano (Pietraperzia, n. 1899 - Milano, † 1954)
- Vincenzo Julia, poeta, filosofo e letterato italiano (Acri, n. 1838 - Acri, † 1894)
- Vincenzo Leonio, poeta italiano (Spoleto, n. 1650 - Roma, † 1720)
- Vincenzo Licata, poeta italiano (Sciacca, n. 1906 - Sciacca, † 1996)
- Vincenzo Littara, poeta, storico e predicatore italiano (Noto, n. 1550 - Agrigento, † 1602)
- Vincenzo Manni, poeta e letterato italiano (Pistoia, n. 1646 - † 1706)
- Vincenzo Marcellusi, poeta italiano (Cellino Attanasio, n. 1886 - Chieti, † 1962)
- Vincenzo Monti, poeta, scrittore e traduttore italiano (Alfonsine, n. 1754 - Milano, † 1828)
- Vincenzo Navarro, poeta italiano (Ribera, n. 1800 - Sambuca di Sicilia, † 1867)
- Vincenzo Riccardi di Lantosca, poeta italiano (Rio de Janeiro, n. 1829 - Ravenna, † 1887)
- Vincenzo Selvaggi, poeta, scrittore e patriota italiano (San Marco Argentano, n. 1823 - San Marco Argentano, † 1845)
- Vincenzo Zito, poeta italiano (Capua - Capua)

## Poliziotti(8)
- Vincenzo Caruso, carabiniere italiano (Niscemi, n. 1950 - Taurianova, † 1977)
- Vincenzo Cujuli, carabiniere italiano (Modena, n. 1895 - Arbe, † 1943)
- Vincenzo Carlo Di Gennaro, carabiniere italiano (San Severo, n. 1972 - Cagnano Varano, † 2019)
- Vincenzo Fenili, carabiniere e scrittore italiano (Firenze, n. 1958)
- Vincenzo Garofalo, carabiniere italiano (Scicli, n. 1960 - Scilla, † 1994)
- Vincenzo Li Muli, poliziotto italiano (Palermo, n. 1970 - Palermo, † 1992)
- Vincenzo Parisi, poliziotto, funzionario e prefetto italiano (Matera, n. 1930 - Roma, † 1994)
- Vincenzo Trani, poliziotto italiano (Pastena, n. 1863 - † 1931)

## Presbiteri(20)
- Vincenzo Cardile, presbitero, poeta e letterato italiano (Savoca, n. 1761 - Palermo, † 1837)
- Vincenzo Cimatti, presbitero, educatore e compositore italiano (Faenza, n. 1879 - Tokyo, † 1965)
- Vincenzo Dalberti, presbitero e politico svizzero (Milano, n. 1763 - Olivone, † 1849)
- Vincenzo Ferreri, presbitero e santo spagnolo (Valencia, n. 1350 - Vannes, † 1419)
- Vincenzo Gioberti, presbitero, patriota e filosofo italiano (Torino, n. 1801 - Parigi, † 1852)
- Vincenzo Gorga, presbitero e missionario italiano (Brocco, n. 1852 - Milano, † 1880)
- Vincenzo Grossi, presbitero italiano (Pizzighettone, n. 1845 - Vicobellignano, † 1917)
- Vincenzo Minciacchi, presbitero italiano (Zagarolo, n. 1910 - Ariccia, † 2003)
- Vincenzo Padula, presbitero, poeta e patriota italiano (Acri, n. 1819 - Acri, † 1893)
- Vincenzo Padula, presbitero e patriota italiano (Padula, n. 1831 - Barcellona Pozzo di Gotto, † 1860)
- Vincenzo Pallotti, presbitero italiano (Roma, n. 1795 - Roma, † 1850)
- Vincenzo Parpaglia, presbitero italiano (Torino - Torino)
- Vincenzo Poletti, presbitero, antifascista e saggista italiano (Solarolo, n. 1906 - Faenza, † 1979)
- Vincenzo Raimondo Porru, presbitero, filologo e linguista italiano (Villanovafranca, n. 1773 - Cagliari, † 1836)
- Vincenzo Regina, presbitero e storico italiano (Alcamo, n. 1910 - Alcamo, † 2009)
- Vincenzo Romano, presbitero italiano (Torre del Greco, n. 1751 - Torre del Greco, † 1831)
- Vincenzo Scarpa, presbitero italiano (Este, n. 1790 - Vienna, † 1854)
- Vincenzo de' Paoli, presbitero francese (Pouy, n. 1581 - Parigi, † 1660)
- Vincenzo dell'Aquila, presbitero italiano (L'Aquila - L'Aquila, † 1504)
- Vincenzo Zanetti, presbitero e storico italiano (Murano, n. 1824 - Murano, † 1883)

## Produttori cinematografici(2)
- Vincenzo Labella, produttore cinematografico, sceneggiatore e regista italiano (Roma, n. 1925 - Los Angeles, † 2018)
- Vincenzo Sarno, produttore cinematografico e produttore televisivo italiano (Napoli, n. 1976)

## Produttori discografici(2)
- Vincenzo Micocci, produttore discografico italiano (Roma, n. 1923 - Roma, † 2010)
- Vic Nocera, produttore discografico, paroliere e compositore italiano (Badia Polesine, n. 1938)

## Pugili(9)
- Vincenzo Arecchia, pugile italiano (Marcianise, n. 1996)
- Vincenzo Cantatore, ex pugile italiano (Bari, n. 1971)
- Vincenzo Dall'Osso, pugile italiano (Imola, n. 1929 - Imola, † 2015)
- Vince Dundee, pugile statunitense (Palermo, n. 1907 - Glendale, † 1949)
- Vincenzo Lizzi, pugile italiano (Cetraro, n. 1996)
- Vincenzo Mangiacapre, ex pugile italiano (Marcianise, n. 1989)
- Vincenzo Nardiello, ex pugile italiano (Stoccarda, n. 1966)
- Vincenzo Picardi, pugile italiano (Casoria, n. 1983)
- Vincenzo Rossitto, ex pugile italiano (Siracusa, n. 1976)

## Rapper(3)
- Vincenzo da Via Anfossi, rapper italiano (Milano, n. 1972)
- Paky, rapper italiano (Napoli, n. 1999)
- Vinnie Paz, rapper e produttore discografico italiano (Agrigento, n. 1977)

## Registi(10)
- Renzo Badolisani, regista e sceneggiatore italiano (Gioiosa Ionica, n. 1958)
- Vincenzo Cascino, regista, attore e sceneggiatore italiano
- Vincenzo Gamna, regista e sceneggiatore italiano (Casalgrasso, n. 1925 - Carignano, † 2016)
- Vincenzo Marra, regista e sceneggiatore italiano (Napoli, n. 1972)
- Steve Morelli, regista italiano (Taranto, n. 1949)
- Vincenzo Natali, regista, sceneggiatore e produttore cinematografico canadese (Detroit, n. 1969)
- Vincenzo Rigo, regista e sceneggiatore italiano (Brentonico, n. 1943)
- Roberto Roberti, regista e attore italiano (Torella dei Lombardi, n. 1879 - Torella dei Lombardi, † 1959)
- Vincenzo Terracciano, regista italiano (Napoli, n. 1964)
- Vincenzo Verdecchi, regista, sceneggiatore e montatore italiano (Roma, n. 1948 - Roma, † 2015)

## Religiosi(3)
- Vincenzo Bandello, religioso italiano (Castelnuovo Scrivia, n. 1435 - Altomonte, † 1507)
- Vincenzo Renieri, religioso, astronomo e matematico italiano (Genova, n. 1606 - Pisa, † 1647)
- Vincenzo da Sant'Eraclio, religioso italiano

## Rugbisti a 13(1)
- Vincenzo Bertolotto, rugbista a 13 e rugbista a 15 italiano (Torino, n. 1912 - Torino, † 1992)

## Saggisti(1)
- Vincenzo Trione, saggista, storico e critico d'arte italiano (Sarno, n. 1972)

## Santi(1)
- Vincenzo di Saragozza, santo spagnolo (Huesca - Valencia, † 304)

## Scacchisti(2)
- Vincenzo Castaldi, scacchista italiano (Marradi, n. 1916 - Firenze, † 1970)
- Vincenzo Nestler, scacchista italiano (Agrigento, n. 1912 - Roma, † 1988)

## Sceneggiatori(2)
- Enzo Dell'Aquila, sceneggiatore e regista italiano (Napoli, n. 1935)
- Vincenzo Mannino, sceneggiatore italiano (Roma, n. 1930 - Roma, † 1999)

## Scenografi(1)
- Vincenzo Del Prato, scenografo italiano

## Schermidori(3)
- Vincenzo Baroni, schermidore italiano (Cantù)
- Vincenzo Cuccia, schermidore italiano (Palermo, n. 1892 - Palermo, † 1979)
- Vincenzo Pinton, schermidore italiano (Vicenza, n. 1914 - Venezia, † 1980)

## Sciatori alpini(1)
- Vincenzo Michelotti, ex sciatore alpino e ex calciatore sammarinese (Borgo Maggiore, n. 1996)

## Scienziati(2)
- Vincenzo Dandolo, scienziato, politico e agronomo italiano (Venezia, n. 1758 - Varese, † 1819)
- Vincenzo Raimondini, scienziato, geologo e mineralogista italiano (Messina, n. 1758 - Napoli, † 1811)

## Scrittori(27)
- Vincenzo Bonazza, scrittore e poeta italiano (Fagnano Castello, n. 1947 - Fagnano Castello, † 2015)
- Vincenzo Bosari, scrittore italiano (Pinzano al Tagliamento, n. 1901 - Pordenone, † 1990)
- Vincenzo Braca, scrittore e commediografo italiano (n. 1566)
- Vincenzo Celano, scrittore e divulgatore scientifico italiano (Castelluccio Inferiore, n. 1935)
- Vincenzo Cerami, scrittore, giornalista e sceneggiatore italiano (Roma, n. 1940 - Roma, † 2013)
- Vincenzo Consolo, scrittore, giornalista e saggista italiano (Sant'Agata di Militello, n. 1933 - Milano, † 2012)
- Vincenzo Cuoco, scrittore, giurista e politico italiano (Civitacampomarano, n. 1770 - Napoli, † 1823)
- Vincenzo Dorsa, scrittore italiano (Frascineto, n. 1823 - Cosenza, † 1885)
- Vincenzo Esposito, scrittore italiano (Torre Annunziata, n. 1945)
- Vincenzo Giordano Zocchi, scrittore italiano (Napoli, n. 1842 - Napoli, † 1877)
- Vincenzo Guarna, scrittore italiano (Caisole, n. 1934 - Imola, † 2005)
- Vincenzo Gueglio, scrittore e traduttore italiano (Sestri Levante, n. 1946 - Chiavari, † 2022)
- Vincenzo Imperatore, scrittore e giornalista italiano (Napoli, n. 1963)
- Vincenzo Lancetti, scrittore italiano (Cremona, n. 1767 - Milano, † 1851)
- Vincenzo Latronico, scrittore e traduttore italiano (Roma, n. 1984)
- Vincenzo Librandi, scrittore italiano (Vaccarizzo Albanese, n. 1867 - Pineto, † 1932)
- Vincenzo Martinelli, scrittore italiano (Montecatini Valdinievole, n. 1702 - Firenze, † 1785)
- Giacomo Etna, scrittore, giornalista e saggista italiano (Niscemi, n. 1895 - Roma, † 1963)
- Vincenzo Noto, scrittore, religioso e giornalista italiano (Bisacquino, n. 1944 - Palermo, † 2013)
- Vincenzo Pardini, scrittore e giornalista italiano (Fabbriche di Vallico, n. 1950)
- Vincenzo Rabito, scrittore italiano (Chiaramonte Gulfi, n. 1899 - Chiaramonte Gulfi, † 1981)
- Vincenzo Rossi, scrittore e poeta italiano (Cerro al Volturno, n. 1924 - Cerro al Volturno, † 2013)
- Vincenzo Spinoso, scrittore, giornalista e poeta italiano (Bagnara Calabra, n. 1915 - Bagnara Calabra, † 1951)
- Vincenzo Sulis, scrittore e militare italiano (Cagliari, n. 1758 - La Maddalena, † 1834)
- Vincenzo Verginelli, scrittore e esoterista italiano (Corato, n. 1903 - Roma, † 1987)
- Vincenzo Zecca, scrittore, storico e archeologo italiano (Chieti, n. 1832 - Chieti, † 1916)
- Vincenzo De Falco, scrittore, regista e drammaturgo italiano (Napoli, n. 1960)

## Scultori(26)
- Vincenzo Baroncini, scultore italiano (Rezzato - † 1764)
- Vincenzo Cerri, scultore italiano (Livorno, n. 1833 - Livorno, † 1903)
- Vincenzo Civitali, scultore e architetto italiano (Lucca, n. 1523 - Lucca, † 1597)
- Vincenzo Danti, scultore italiano (Perugia, n. 1530 - Perugia, † 1576)
- Vincenzo de' Rossi, scultore italiano (Fiesole, n. 1525 - Firenze, † 1587)
- Vincenzo Fadiga, scultore italiano
- Vincenzo Felici, scultore italiano (Roma, n. 1657 - Roma, † 1715)
- Vincenzo Foggini, scultore italiano (Firenze, n. 1692 - † 1755)
- Vincenzo Gagini, scultore italiano (Palermo, n. 1527 - Palermo, † 1595)
- Vincenzo Gemito, scultore, disegnatore e orafo italiano (Napoli, n. 1852 - Napoli, † 1929)
- Vincenzo Gennaro, scultore italiano (Petralia Soprana, n. 1944)
- Vincenzo Grandi, scultore italiano (Vicenza, n. 1493 - Padova, † 1577)
- Vincenzo Jerace, scultore e decoratore italiano (Polistena, n. 1862 - Roma, † 1947)
- Vincenzo Luccardi, scultore italiano (Gemona del Friuli, n. 1808 - Genazzano, † 1876)
- Vincenzo Messina, scultore e stuccatore italiano
- Vincenzo Onofri, scultore italiano (Bologna)
- Vincenzo Pacetti, scultore e restauratore italiano (Roma, n. 1746 - Roma, † 1820)
- Vincenzo Pasquali, scultore italiano (Scarlino, n. 1871 - Sanremo, † 1940)
- Vincenzo Pietrosanti, scultore italiano (Bassiano, n. 1624 - Roma, † 1694)
- Vincenzo Ragusa, scultore italiano (Palermo, n. 1841 - Palermo, † 1927)
- Vincenzo Romeo, scultore italiano (Taurianova, n. 1878 - Roma, † 1942)
- Vincenzo Rosignoli, scultore italiano (Assisi, n. 1856 - Firenze, † 1920)
- Vincenzo Santini, scultore e saggista italiano (Pietrasanta, n. 1807 - Pietrasanta, † 1876)
- Vincenzo Scrivo, scultore italiano (Serra San Bruno, n. 1750 - Serra San Bruno, † 1810)
- Vincenzo Tedeschi, scultore italiano (Seravezza - Messina, † 1643)
- Vincenzo Vela, scultore e docente svizzero (Ligornetto, n. 1820 - Mendrisio, † 1891)

## Sindacalisti(2)
- Vincenzo Cirasola, sindacalista e saggista italiano (Gravina in Puglia, n. 1955)
- Vincenzo Mattina, sindacalista e politico italiano (Buonabitacolo, n. 1940)

## Sollevatori(1)
- Vincenzo Pedicone, ex sollevatore italiano (Montorio al Vomano, n. 1956)

## Stilisti(1)
- Vincenzo Ferdinandi, stilista italiano (Newark, n. 1920 - Roma, † 1990)

## Storici(14)
- Vincenzo Bindi, storico e umanista italiano (Giulianova, n. 1852 - Napoli, † 1928)
- Vincenzo Casagrandi, storico e archeologo italiano (Lugo, n. 1847 - Catania, † 1938)
- Vincenzo De Cristo, storico e archeologo italiano (Cittanova, n. 1860 - Cittanova, † 1928)
- Vincenzo Di Giovanni, storico italiano (Palermo, n. 1550 - Castronovo di Sicilia, † 1627)
- Vincenzo Drago, storico italiano (Cattaro, n. 1770 - Spalato, † 1836)
- Vincenzo Giuliani, storico, medico e archeologo italiano (Vieste, n. 1733 - Vieste, † 1799)
- Vincenzo Lavenia, storico italiano (n. 1970)
- Vincenzo Mellini Ponce de León, storico e ingegnere italiano (Rio Marina, n. 1819 - Livorno, † 1897)
- Vincenzo Mirabella, storico, archeologo e architetto italiano (Siracusa, n. 1570 - Modica, † 1624)
- Vincenzo Pacifici, storico italiano (Tivoli, n. 1895 - Tivoli, † 1944)
- Vincenzo Palizzolo Gravina, storico italiano (Trapani, n. 1831 - Palermo, † 1914)
- Vincenzo Pirro, storico e filosofo italiano (San Severo, n. 1938 - Terni, † 2009)
- Vincenzo Raciti Romeo, storico italiano (Acireale, n. 1849 - Acireale, † 1937)
- Vincenzo Scramuzza, storico statunitense (Contessa Entellina, n. 1886 - New Orleans, † 1956)

## Storici della filosofia(2)
- Vincenzo Cilento, storico della filosofia italiano (Stigliano, n. 1903 - Napoli, † 1980)
- Vincenzo Spampanato, storico della filosofia italiano (Nola, n. 1872 - Napoli, † 1928)

## Tennisti(1)
- Vincenzo Franchitti, ex tennista italiano (Roma, n. 1950)

## Tenori(2)
- Vincenzo Calvesi, tenore italiano (Roma)
- Vincenzo La Scola, tenore italiano (Palermo, n. 1958 - Mersina, † 2011)

## Teologi(2)
- Vincenzo Battaglia, teologo italiano (Tripoli, n. 1950)
- Vincenzo Miceli, teologo e presbitero italiano (Monreale, n. 1734 - Monreale, † 1781)

## Terroristi(1)
- Vincenzo Vinciguerra, terrorista e scrittore italiano (Catania, n. 1949)

## Tipografi(1)
- Vincenzo Valgrisi, tipografo italiano (Charly)

## Tiratori a segno(1)
- Vincenzo Biava, tiratore a segno italiano (Zerbolò, n. 1916 - Vidigulfo, † 2004)

## Traduttori(1)
- Vincenzo Mantovani, traduttore e scrittore italiano (Ferrara, n. 1934 - Milano)

## Velocisti(2)
- Vincenzo Guerini, ex velocista italiano (Casnigo, n. 1950)
- Vincenzo Lombardo, velocista italiano (Santo Stefano di Camastra, n. 1932 - Milano, † 2007)

## Vescovi(4)
- Vincenzo di Troyes, vescovo e santo francese (Troyes - Troyes, † 546)
- Vincenzo di Digne, vescovo e santo francese (Nordafrica - † 394)
- Vincenzo di Dax, vescovo francese (Dax)
- Vincenzo di Napoli, vescovo italiano (Napoli)

## Vescovi cattolici(38)
- Vincenzo Acqua, vescovo cattolico italiano (Osimo, n. 1693 - Spoleto, † 1772)
- Vincenzo Agnello Suardi, vescovo cattolico italiano (Mantova, n. 1582 - Mantova, † 1644)
- Vincenzo Apicella, vescovo cattolico italiano (Napoli, n. 1947)
- Vincenzo Calvosa, vescovo cattolico italiano (Laino Borgo, n. 1964)
- Vincenzo Ciccolo Rinaldi, vescovo cattolico italiano (Messina, n. 1801 - Trapani, † 1874)
- Vincenzo Cirrincione, vescovo cattolico italiano (Vicari, n. 1926 - Piazza Armerina, † 2002)
- Vincenzo Cornelio, vescovo cattolico italiano († 1578)
- Vincenzo Cutelli, vescovo cattolico italiano (Catania, n. 1542 - Roma, † 1597)
- Vincenzo De Chiara, vescovo cattolico italiano (Stigliano, n. 1903 - Tropea, † 1984)
- Vincenzo Del Signore, vescovo cattolico italiano (Saltara, n. 1881 - Fano, † 1967)
- Vincenzo Duranti, vescovo cattolico italiano (Palazzolo sull'Oglio, n. 1509 - Asola, † 1570)
- Vincenzo Ercolani, vescovo cattolico italiano (Perugia, n. 1517 - Perugia, † 1586)
- Vincenzo Franceschini, vescovo cattolico italiano (Grottammare, n. 1844 - Fano, † 1916)
- Vincenzo Giustiniani, vescovo cattolico italiano (Venezia, n. 1590 - Brescia, † 1645)
- Vincenzo Greco, vescovo cattolico italiano (Crotone, n. 1739 - Crotone, † 1806)
- Vincenzo Kadłubek, vescovo cattolico polacco (Kargów - Jędrzejów, † 1223)
- Vincenzo Lojali, vescovo cattolico italiano (Attigliano, n. 1894 - Amelia, † 1966)
- Vincenzo Lupoli, vescovo cattolico e scrittore italiano (Frattamaggiore, n. 1737 - Cerreto Sannita, † 1800)
- Vincenzo Manzella, vescovo cattolico italiano (Casteldaccia, n. 1942)
- Vincenzo Maria Marolda, vescovo cattolico italiano (Muro Lucano, n. 1803 - † 1854)
- Vincenzo Bonaventura Medori, vescovo cattolico italiano (Bagnoregio, n. 1895 - Teano, † 1950)
- Vincenzo Menchi, vescovo cattolico italiano (Firenze, n. 1789 - Castel San Niccolò, † 1847)
- Vincenzo Milani, vescovo cattolico italiano (Treviso)
- Vincenzo Molo, vescovo cattolico svizzero (Bellinzona, n. 1833 - † 1904)
- Vincenzo Napoli, vescovo cattolico italiano (Troina, n. 1574 - Gioiosa Guardia, † 1648)
- Vincenzo Nigusanti, vescovo cattolico italiano (Fano, n. 1487 - Saltara, † 1573)
- Vincenzo Carmine Orofino, vescovo cattolico italiano (San Severino Lucano, n. 1953)
- Vincenzo Tommaso Pirattoni, vescovo cattolico italiano (Alessandria, n. 1764 - Albenga, † 1839)
- Vincenzo Pisanello, vescovo cattolico italiano (Galatina, n. 1959)
- Vincenzo Radicioni, vescovo cattolico italiano (Numana, n. 1906 - † 1988)
- Vincenzo Rimedio, vescovo cattolico italiano (Soriano Calabro, n. 1927)
- Vincenzo Sangermano, vescovo cattolico e missionario italiano (Arpino, n. 1758 - Arpino, † 1819)
- Vincenzo Savio, vescovo cattolico italiano (Osio Sotto, n. 1944 - Belluno, † 2004)
- Vincenzo Serafino, vescovo cattolico italiano (Ascoli Piceno, † 1615)
- Vincenzo Maria Strambi, vescovo cattolico e religioso italiano (Civitavecchia, n. 1745 - Roma, † 1824)
- Vincenzo Rozzolino, vescovo cattolico italiano (Napoli, n. 1798 - Caserta, † 1855)
- Vincenzo Viva, vescovo cattolico italiano (Francoforte sul Meno, n. 1970)
- Vincenzo Zarri, vescovo cattolico italiano (Bologna, n. 1929)

## Viaggiatori(1)
- Vincenzo degli Alessandri, viaggiatore e diplomatico italiano (Venezia, n. 1530 - Venezia)

## Violinisti(1)
- Vincenzo Manno, violinista, compositore e direttore d'orchestra italiano (Augusta, n. 1901 - Roma, † 1981)

## Senza attività specificata(6)
- Vincino, vignettista e giornalista italiano (Palermo, n. 1946 - Roma, † 2018)
- Vincenzo Guagliardo, ex brigatista e scrittore italiano (Bou Akour, n. 1948)
- Vincenzo Olivicciani, cantante castrato italiano (Pescia, n. 1647 - † 1726)
- Vincenzo dal Prato, cantante castrato italiano (Imola, n. 1756 - Monaco di Baviera, † 1828)
- Vincenzo Tondo, ex tiratore a segno italiano (Corato, n. 1937)
- Fratelli Vaccaro Notte, italiano (Sant'Angelo Muxaro, n. 1951 - Sant'Angelo Muxaro, † 1999)